# Родольф III Невшательский
Родольф III (фр. Rodolphe III de Neuchâtel; ум. 1263/64) — сеньор Нёвшателя.
Сын Бертольда I Нёвшательского и Рихенцы фон Фробург. Наследовал отцу не ранее 1246 года.

## Семья
Первая жена (свадьба до 1230) — имя и происхождение не известны. Вторая жена (свадьба до 1249) — Сибилла (ум. 1270/77), дочь Тьерри III де Монфокона, графа Монбельяра, дама де Нёвшатель-ан-Бургонь. От неё дети:
- Ульрих IV (ум. после 1277), ко-сеньор Нёвшателя вместе с братьями;
- Жан (ум. после 1290), пробст в Нёвшателе и Шалоне;
- Амедей (ум. 1286), ко-сеньор Нёвшателя вместе с братьями;
- Ришар (ум. после 1290), ко-сеньор Нёвшателя вместе с братьями;
- Генрих (ум. 1278/1282), ко-сеньор Нёвшателя вместе с братьями;
- Аньелетта (ум. после 1278);
- Маргарита (ум. не ранее 1322), жена Жана I, сеньора де Блоне.

Не следует путать Родольфа III Невшательского с его двоюродным братом и тёзкой — Родольфом фон Невшатель-Нидо (ум. 1255/57), сыном Ульриха III Невшательского, носившим с 1225 г. титул графа Невшателя.